# Малая Березина
Ма́лая Березина́ — река в Руднянском районе Смоленской области России. Левый приток Березины.
Длина 43 км. Исток у деревни Переволочье на Руднянской гряде. Направление течения: юго-восток. Устье в деревне Приволье. Притоки слева: Лешня (Готынка), Ольшанка. На реке расположен город Рудня.